# Overijssel
Overijssel phát âmⓘ là một tỉnh của Hà Lan. Tỉnh lỵ là Zwolle, thành phố lớn nhất là Enschede. Tỉnh có dân số khoảng 1.113.529 người (năm 2005) và có ?đô thị. Tỉnh này nằm ở phía bắc Hà Lan.
Thành phố tỉnh lỵ của Overijssel là Zwolle và thành phố lớn nhất là Enschede. Tỉnh có dân số 1.113.529 dân.

## Địa lý

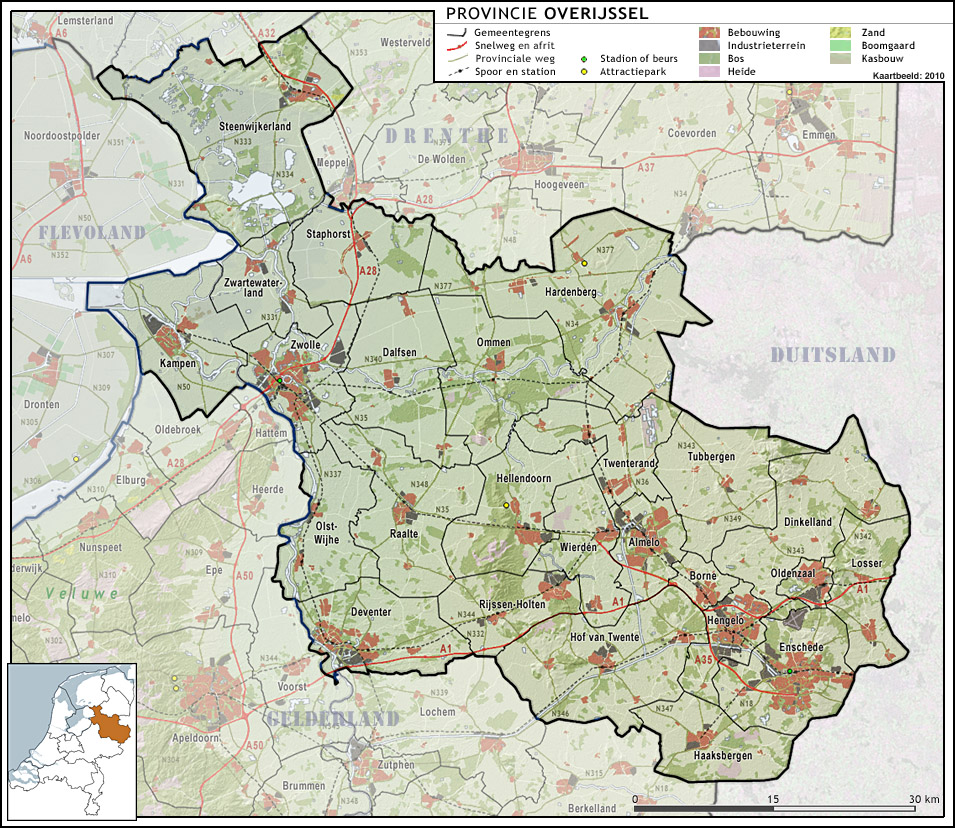
Bản đồ Overijssel

Overijssel giáp các bang Nordrhein-Westfalen và Niedersachsen của Đức về phía đông, khu vực Achterhoek của Gelderland phía Nam, khu vực Veluwe của Gelderland và Flevoland về phía tây, và Friesland, vùng đồng hoang cựu của Drenthe về phía bắc. Overijssel gồm ba vùng: Kop van Overijssel ở phía tây bắc, Salland ở trung tâm của tỉnh, và Twente ở phía đông. Bên cạnh vốn Zwolle, các thành phố lớn khác là Almelo, Deventer, Enschede và Hengelo.
Về phía đông nam, mặt đất chủ yếu là cát, xen kẽ với các sông nhỏ như Regge và Dinkel và suối khác. Ở phía Tây Bắc, địa chất bị chi phối bởi các trầm tích từ Overijsselse Vecht và đất sét. Các khu vực phía Bắc đã từng được bao phủ bởi Veen (đầm lầy) ngăn cách phía nam khô ráo hơn và màu mỡ với Drenthe và đã được người khai thác than bùn làm nhiên liệu đến một mức độ lớn. Chỉ có vài khu vực nhỏ còn tồn tại đến ngày nay (Engbertsdijksvenen gần tubbergen, Witteveen (gần haaksbergen), và các Aamsveen (gần Enschede). Khu vực tây bắc cực bị chi phối bởi một hệ thống các hồ được thành lập bởi cựu than bùn khai thác mỏ, các Weerribben, mà là một vùng đất ngập nước có giá trị.
Điểm cao nhất trong Overijssel là đỉnh của Tankenberg, một ngọn đồi trong khu đô thị của losser, 89 mét (295 ft). Điểm thấp nhất là trong Mastenbroek Polder gần Kampen 2 mét (6 ft) dưới mực nước biển.